# Lago Huishue
Lago Huishue är en sjö i Chile.   Den ligger i regionen Región de Los Ríos, i den södra delen av landet, 800 km söder om huvudstaden Santiago de Chile. Lago Huishue ligger 507 meter över havet. Arean är 15,1 kvadratkilometer. Den sträcker sig 5,7 kilometer i nord-sydlig riktning, och 4,8 kilometer i öst-västlig riktning.
I omgivningarna runt Lago Huishue växer i huvudsak blandskog. Runt Lago Huishue är det mycket glesbefolkat, med 7 invånare per kvadratkilometer.